# 外营围楼
外营围楼，位于中国广东省韶关市始兴县沈所镇外营村围楼遗址，为始兴县的一个县级文物保护单位，类型为近现代重要史迹及代表性建筑，公布时间为1990年7月13日。
外营围楼为民国五、六年建。